# Кингстон Спрингс (Тенеси)
Кингстон Спрингс (енгл. Kingston Springs) град је у америчкој савезној држави Тенеси.

## Демографија
По попису из 2010. године број становника је 2.756, што је 17 (-0,6%) становника мање него 2000. године.
| Група             | 2000.         | 2010.         |
| Белци             | 2.698 (97,3%) | 2.640 (95,8%) |
| Афроамериканци    | 24 (0,9%)     | 30 (1,1%)     |
| Азијати           | 15 (0,5%)     | 13 (0,5%)     |
| Хиспаноамериканци | 15 (0,5%)     | 46 (1,7%)     |
| Укупно            | 2.773         | 2.756         |